# Gimnastyka na Letnich Igrzyskach Olimpijskich 1904 – wspinaczka po linie
Wspinaczka po linie była jedną z jedenastu konkurencji gimnastycznych rozgrywanych podczas III Letnich Igrzysk Olimpijskich w Saint Louis. Zawody odbyły się w dniu 28 października 1904.
Nie zachowały się informacje o liczbie zawodników startujących w tej konkurencji. Znamy tylko nazwiska medalistów. Wszyscy oni pochodzili ze Stanów Zjednoczonych Ameryki.
Lina miała długość 25 stóp, czyli 7,62 metra.

## Wyniki
| Pozycja | Zawodnik       | Czas w sekundach |
| ------- | -------------- | ---------------- |
| 1.      | George Eyser   | 7,0              |
| 2.      | Charles Krause | 7,2              |
| 3.      | Emil Voigt     | 9,8              |